# Hwangbo kwan
Hwangbo Kwan (1 de março de 1965) é um ex-futebolista profissional e treinador coreano, que atuava como meia-atacante.

## Carreira

### Oita Trinita
Kwan tem um histórico grande com o clube japonês Oita Trinita, clube no qual foi jogador, treinou em quatro oportunidades e ainda foi vice-presidente e diretor.

## Seleção
Hwangbo Kwan fez parte do elenco da Seleção Coreana de Futebol da Copa do Mundo de 1990 